# Gilang (Taman)
Gilang is een bestuurslaag in het regentschap Sidoarjo van de provincie Oost-Java, Indonesië. Gilang telt 6716 inwoners (volkstelling 2010).